# Yıldırım Demirören
Yıldırım Demirören (né en 1964 à Istanbul) est un homme d’affaires et actuellement le président de Fédération Turc de Football depuis le 30 mai 2012.
Après avoir terminé ses études au lycée, il a commencé à l’école américaine de Leysen (Leysen American School) et finalement diplômé de ce dernier. Il est aussi actuellement membre de TUSIAD, TUGIAD et TABA.
Comme son père Erdoğan Demirören, Yıldırım Demirören aussi est devenu gérant dans le club et a postulé dans plusieurs postes du club.
Après la démission du président Serdar Bilgili, l’assemblée du club se regroupa en état d'exception pour élire le nouveau président du club. Il y avait trois candidats : Fikret Orman, Erol Kaynar et Yıldırım Demirören. Le 30 mai 2004 avec 162 votes de différence contre Fikret Orman, Yıldırım Demirören devient le président de Beşiktaş JK avec au total 3 272 votes.
Demirören a gagné le championnat durant la saison 2008-2009. Avec l’entraîneur Jean Tigana, il gagne la Coupe de Turquie Fortis pendant la saison 2005-2006 et 2006-2007, et aussi la Supercoupe de Turquie en 2005-2006.
Yıldırım Demirörem aime jouer au golf et aime voyager. Il parle couramment l'anglais.
Yıldırım Demirören est marié avec Revna Demirören et a trois enfants.

## Sources
- (tr) Cet article est partiellement ou en totalité issu de l’article de Wikipédia en turc intitulé « Yıldırım Demirören » (voir la liste des auteurs).